# Scalptia aliguayensis
Scalptia aliguayensis is een slakkensoort uit de familie van de Cancellariidae. De wetenschappelijke naam van de soort is voor het eerst geldig gepubliceerd in 2008 door Verhecken.